# Pohlin
Pohlin je priimek več znanih Slovencev:
- Bernard Pohlin (1700—1765), redovnik
- Janez Krizostom Pohlin (1780—1850), rimskokatoliški duhovnik
- Jožef Pohlin (1742—1796), rimskokatoliški duhovnik in pisatelj
- Marko Pohlin (1735—1801), rimskokatoliški duhovnik in jezikoslovec